# Richard Allen Davis
Pour les articles homonymes, voir Richard Davis et Davis.
 (février 2021).
La mise en forme du texte ne suit pas les recommandations de Wikipédia : il faut le « wikifier ».
Les points d'amélioration suivants sont les cas les plus fréquents. Le détail des points à revoir est peut-être précisé sur la page de discussion.
- Les titres sont pré-formatés par le logiciel. Ils ne sont ni en capitales, ni en gras.
- Le texte ne doit pas être écrit en capitales (les noms de famille non plus), ni en gras, ni en italique, ni en « petit »…
- Le gras n'est utilisé que pour surligner le titre de l'article dans l'introduction, une seule fois.
- L'italique est rarement utilisé : mots en langue étrangère, titres d'œuvres, noms de bateaux, etc.
- Les citations ne sont pas en italique mais en corps de texte normal. Elles sont entourées par des guillemets français : « et ».
- Les listes à puces sont à éviter, des paragraphes rédigés étant largement préférés. Les tableaux sont à réserver à la présentation de données structurées (résultats, etc.).
- Les appels de note de bas de page (petits chiffres en exposant, introduits par l'outil «  Source ») sont à placer entre la fin de phrase et le point final[comme ça].
- Les liens internes (vers d'autres articles de Wikipédia) sont à choisir avec parcimonie. Créez des liens vers des articles approfondissant le sujet. Les termes génériques sans rapport avec le sujet sont à éviter, ainsi que les répétitions de liens vers un même terme.
- Les liens externes sont à placer uniquement dans une section « Liens externes », à la fin de l'article. Ces liens sont à choisir avec parcimonie suivant les règles définies. Si un lien sert de source à l'article, son insertion dans le texte est à faire par les notes de bas de page.
- La présentation des références doit suivre les conventions bibliographiques. Il est recommandé d'utiliser les modèles {{Ouvrage}}, {{Chapitre}}, {{Article}}, {{Lien web}} et/ou {{Bibliographie}}. Le mode d'édition visuel peut mettre en forme automatiquement les références.
- Insérer une infobox (cadre d'informations à droite) n'est pas obligatoire pour parachever la mise en page.

Pour une aide détaillée, merci de consulter Aide:Wikification.
Si vous pensez que ces points ont été résolus, vous pouvez retirer ce bandeau et améliorer la mise en forme d'un autre article.
 (février 2021).
Si vous disposez d'ouvrages ou d'articles de référence ou si vous connaissez des sites web de qualité traitant du thème abordé ici, merci de compléter l'article en donnant les références utiles à sa vérifiabilité et en les liant à la section « Notes et références ».
Richard Allen Davis (né le 2 juin 1954) est un meurtrier américain et agresseur d'enfants condamné aux États-Unis, dont le casier judiciaire a alimenté le soutien à l'adoption de la «loi des trois coups» de Californie pour les récidivistes. Il est actuellement condamné à mort au centre d'adaptation de la prison d'État de San Quentin, en Californie.

## Biographie
Davis est le troisième d'une famille de cinq enfants de San Francisco dont les parents sont Bob et Evelyn Davis, tous les deux alcooliques. Davis a des ancêtres anglais, ainsi que du sang amérindien du côté maternel. Ses avocats de la défense au procès ont révélé que la mère de Davis l'avait puni d'avoir bu en lui brûlant la main,,,,.
Le couple divorce lorsque Richard Davis a 11 ans et c'est le père, débardeur de son métier, qui reçoit la garde des enfants, mais il n'assume pas leur éducation et les enfants sont souvent laissés à eux-mêmes ou sont confiés à des membres de la famille et à des baby-sitters. Bob Davis est instable psychologiquement et souffre parfois d'hallucinations jusqu'à même avoir tiré une fois des coups de fusil dans le ciel sous le coup de visions. Il se remarie deux fois et le jeune Richard ne s'entend pas avec ses belles-mères.
Dans l'enfance, Richard Davis tue et torture des animaux. D'après Ruth Baron, mère d'un des amis d'enfance de Richard Davis : « Il aspergeait les chats d'essence et y mettait le feu. Il faisait savoir aux gens qu'il portait un couteau et s'en servait pour lacérer les chiens errants. »
Au début de l'adolescence, Davis tombe dans la délinquance. Il a confié à un psychiatre que le fait de voler abaissait les tensions qu'il ressentait en lui. Il abandonne ses études au début des années de lycée. Alors qu'il a 17 ans et qu'il passe devant un juge, celui-ci lui donne le choix d'aller dans une maison de redressement ou de s'engager dans l'armée. Il choisit la seconde option. Il est renvoyé après treize mois de service,.
Le 12 octobre 1973, Davis se rend à une soirée chez Marlene Voris, âgée de dix-huit ans. Elle est retrouvée morte d'un coup de fusil quelques heures plus tard. La police conclut à un suicide. Les amis de la jeune fille soupçonnent Davis. En 1977, il raconte à un psychiatre que la mort de Marlene Voris l'avait profondément affecté et que sa voix lui résonnait dans la tête, et que « parfois il entendait une autre voix qui lui disait qu'elle voulait être volée et violée. » Quelques semaines après la mort de Marlene Voris, Davis est arrêté pour cambriolage après avoir tenté de mettre en gage des biens volés. Il avoue une série de cambriolages à La Honda et écope de six mois de prison. Le 13 mai 1974, cinq mois après avoir été libéré, il est encore arrêté pour un cambriolage. Il est mis en liberté conditionnelle au bout d'un an.
Davis est diagnostiqué comme atteint de trouble de la personnalité antisociale.

## Procès
Davis a été reconnu coupable en 1996 du meurtre au premier degré et de quatre circonstances spéciales (vol, cambriolage, enlèvement et acte obscène sur un enfant) de Polly Klaas, 12 ans. Davis a enlevé Polly Klaas le 1er octobre 1993 à son domicile de Petaluma, en Californie.
Le jury de la Cour supérieure de San Jose en Californie a rendu à propos de l'affaire son verdict de condamnation à mort le 5 août 1996. Après la lecture du verdict, Davis s'est levé et a fait un geste du doigt obscène à la caméra de la salle d'audience avec les deux mains. Plus tard, lors de sa condamnation officielle, Davis a lu une déclaration narguant le père de la victime selon laquelle Polly Klaas avait dit à Davis: «Ne me faites pas comme mon père» juste avant que Davis ne la tue, laissant entendre que le père de Polly Klaas était un agresseur d'enfants. Le père de Polly, Marc Klaas, s'est jeté sur l'accusé, mais a été retenu par les huissiers de justice. Marc Klaas a ensuite quitté la salle d'audience pour éviter de provoquer une nouvelle agitation. Le juge Thomas C. Hastings a poursuivi en disant: «Monsieur Davis, c'est toujours une décision traumatisante et émouvante pour un juge. Vous avez rendu la tâche très facile aujourd'hui par votre conduite.»